# Madugondo (Belitang Jaya)
Madugondo is een bestuurslaag in het regentschap Ogan Komering Ulu van de provincie Zuid-Sumatra, Indonesië. Madugondo telt 968 inwoners (volkstelling 2010).